# Deinypena fulvida
Deinypena fulvida är en fjärilsart som beskrevs av Holland 1920. Deinypena fulvida ingår i släktet Deinypena och familjen nattflyn. Inga underarter finns listade i Catalogue of Life.